# Ernest Payne
Ernest Payne, född 23 december 1884 i Worcester, död 10 september 1961 i Worcester, var en brittisk tävlingscyklist.
Payne blev olympisk guldmedaljör i lagförföljelse vid sommarspelen 1908 i London.